# Nadprzewodnictwo wysokotemperaturowe
Termin nadprzewodniki wysokotemperaturowe został użyty do określenia nowej rodziny materiałów ceramicznych o strukturze perowskitu odkrytych przez Johannesa G. Bednorza i K. A. Müllera w 1986 roku, za odkrycie których otrzymali oni Nagrodę Nobla. Odkryli oni nadprzewodnictwo wysokotemperaturowe w związkach {\displaystyle La_{2-x}Ba_{x}CuO_{2}} (zwanych krócej w literaturze związkami Ba-La-Cu-O lub po postu LBCO), które występowało w temperaturze 35 K, nieco powyżej granicy, którą teoria BCS określała jako temperaturową granicę nadprzewodnictwa.
Wkrótce, wykorzystując efekty związane z ciśnieniem, początkową wartość temperatury krytycznej w LBCO (35 K) podniesiono do 50 K, a w roku 1987 nadprzewodnictwo zaobserwowano w związku {\displaystyle YBa_{2}Cu_{3}O_{6+x}} w temperaturze 90 K, a więc powyżej temperatury ciekłego azotu. Modyfikując strukturę krystaliczną oraz wykorzystując efekty związane z ciśnieniem otrzymano później nadprzewodniki o temperaturach krytycznych około 160 K.
Większość nadprzewodników wysokotemperaturowych zawiera płaszczyzny miedziowo-tlenowe, w których każdy atom miedzi otoczony jest czterema atomami tlenu, tworząc strukturę o symetrii grupy punktowej {\displaystyle C_{4v}.} Płaszczyzny te oddzielone są od siebie tlenkowymi warstwami nieprzewodzącymi. W fazie normalnej przewodnictwo elektryczne w kierunkach równoległych do płaszczyzn miedziowo-tlenowych jest znacznie większe niż w kierunku do nich prostopadłym. Wartość temperatury krytycznej zmienia się znacznie w zależności od składu związku, ale jest generalnie tym wyższa, im więcej płaszczyzn miedziowo-tlenowych zawartych jest w komórce elementarnej, co czyni je zasadniczym elementem struktury nadprzewodników wysokotemperaturowych.
Tabela przedstawia kilka nadprzewodników wysokotemperaturowych. Nadprzewodniki zawierające płaszczyzny Cu-O zostały wyróżnione pogrubieniem.
| Związek                                                           | Temperatura krytyczna K |
| ----------------------------------------------------------------- | ----------------------- |
| La2-xMxCuO4-y, gdzie: M = Ba, Sr, Ca, K; x ≈ 0,15; y – małe       | 38                      |
| Nd2-xCexCuO4-y                                                    | 30                      |
| Ba1-xKxBiO3                                                       | 30                      |
| Pb2Sr2Y1-xCaxCu3O8                                                | 80                      |
| R1Ba2Cu3O7 ("123"), gdzie: R = Y, La, Nd, Sm, Eu, Ho, Er, Tm, Lu  | 92                      |
| R2Ba4Cu7O15 ("247"), gdzie: R = Y, La, Nd, Sm, Eu, Ho, Er, Tm, Lu | 95                      |
| R1Ba2Cu3O7 ("124"), gdzie: R = Y, La, Nd, Sm, Eu, Ho, Er, Tm, Lu  | 82                      |
| Bi2Sr2CaCu2O8 ("Bi-2212")                                         | 85                      |
| Bi2Sr2Ca2Cu3O10 ("Bi-2223")                                       | 110                     |
| Tl2Ba2CuO6                                                        | 85                      |
| Tl2Ba2CaCu2O8                                                     | 105                     |
| Tl2Ba2Ca2Cu3O10                                                   | 125                     |